# Мозес Інграм
Мозес Інгрем (англ. Moses Ingram; нар. 6 лютого 1994, Балтимор, Меріленд, США) — американська акторка, знана за роллю Джолін у мінісеріалі Netflix «Ферзевий гамбіт» (2020). За цю роль отримала номінацію на Прайм-тайм премію «Еммі» як найкраща акторка в мінісеріалі, антології або фільмі. Також знана за роллю Реви Севандер/Третьої сестри в мінісеріалі Disney+ «Обі-Ван Кенобі» (2022).

## Молодість й освіта
Виросла у Балтиморі у зведеній родині з шести дітей, мама працювала з дітьми, а вітчим — у міському господарстві. У 10 років мама та вчитель початкової школи записали її на позашкільну театральну програму. Потім навчалася у Балтіморській школі мистецтв, яку закінчила 2012 року.
Через фінансові труднощі відхилила пропозицію вступити до Говардського університету, натомість 2012 року вступила до Балтиморського міського громадського коледжу. Попри відсутність програми з акторської майстерності, її заохочували продовжувати акторську діяльність і проходити прослуховування для місцевих вистав. Вона працювала на неповний робочий день й отримувала стипендії, щоб фінансувати своє навчання.
2015 року виграла регіональний конкурс Національного товариства мистецтв і літератури та посіла четверте місце на національному. Переможець конкурсу, Джонатан Мейджерс, заохотив її піти на прослуховування в Єльську школу драми. Восени 2016 року її зарахували зі стипендією.
Перед початком навчання у школі драми вона змінила своє ім'я на честь Мойсея. «Коли ми прийшли до школи [Єльської], нам необхідно було записати свої імена, і потім їх оприлюднюють. І до навчання в Єлі, у мене був такий період, я відчувала, що мені моє ім'я не підходить, тому я помолилася і запитала Бога: „Я знаю, що це не моє ім'я, напевно“. А за кілька днів я просто почула у своїй голові Мозес, і все».
2018 року отримала нагороду принцеси Грейс. На останньому курсі Єльської школи драми отримала схвальні відгуки за головну роль Віоли в афроцентричній версії «Дванадцятої ночі» Вільяма Шекспіра. Здобула ступінь магістра образотворчого мистецтва у червні 2019 року.

## Кар'єра
Через місяць пройшла прослуховування в Нью-Йорку на роль у «Ферзевому гамбіті» й отримала роль Джолін, подруги Бет з дитячого будинку. За свою роль була номінована на Прайм-тайм премію «Еммі» як найкраща акторка в мінісеріалі, антології або фільмі.
З'явилася в драмі Пітера Геджеса «Той самий шторм» і в ролі леді Макдуфф у фільмі Джоела Коена «Трагедія Макбета», прем'єра якого відбулася на Нью-Йоркському кінофестивалі у вересні 2021 року. 2022 року з'явилася у фільмі Майкла Бея «Швидка допомога». 2021 року «Вараєті» назвав її одним із десяти акторів, за якими слід поспостерігати.
Інгрем з'явився у мінісеріалі Disney+ «Обі-Вані Кенобі», спін-офі «Зоряних війн», в ролі інквізиторки Реви Севандер / Третьої сестри, яка розшукує вцілілих джедаїв після Наказу 66. За цю роль Інгрем отримала сотні приватних повідомлень в Instagram з погрозами смерті та расистськими образами, приклади яких вона показала 31 травня 2022 року. Це спонукало Disney та її колег, зокрема Юена Макгрегора, виступити на її захист. У відео, опублікованому в офіційних акаунтах «Зоряних війн» у соціальних мережах, Макгрегор назвав образливі повідомлення «жахливими» і сказав, що «якщо ви надсилаєте їй образливі повідомлення, на мій погляд, ви не фанат „Зоряних війн“». За гру в мінісеріалі вона отримала премію «Сатурн» за найкращу жіночу роль другого плану на телебаченні.
2022 року приєдналася до двох мінісеріалів Apple TV+ : «Жінка в озері» з Наталі Портман і «Велика сигара» з Андре Голландом у головній ролі. У березні 2023 року приєдналася до акторського складу фільму Джошуа Оппенгеймера «Кінець».

## Фільмографія
| Рік  |   | Українська назва                   | Оригінальна назва            | Роль                                      |
| ---- | - | ---------------------------------- | ---------------------------- | ----------------------------------------- |
| 2020 | с | Ферзевий гамбіт                    | The Queen's Gambit           | Джолін (4 епізоди)                        |
| 2021 | ф | Трагедія Макбета                   | The Tragedy of Macbeth       | Леді Макдаф                               |
| 2021 | ф | Той самий шторм                    | The Same Storm               | Одрі Робінсон                             |
| 2022 | с | Обі-Ван Кенобі                     | Obi-Wan Kenobi               | Рева Севандер / Третя сестра (6 епізодів) |
| 2022 | ф | Швидка допомога                    | Ambulance                    | Емі Шарп                                  |
| 2023 | ф | Усі ґрунтові дороги на смак солоні | All Dirt Roads Taste of Salt | Джозі                                     |
| 2024 | с | Велика сигара                      | The Big Cigar                | Терреза Діксон (3 епізоди)                |
| 2024 | ф | Кінець                             | The End                      | дівчина                                   |
| 2024 | с | Леді в озері                       | Lady in the Lake             | Клео Шервуд (7 епізодів)                  |
| 2025 | ф | Дім динаміту                       | A House of Dynamite          |                                           |

### Театр
| Рік  | Назва          | Роль   | Місце                       |
| ---- | -------------- | ------ | --------------------------- |
| 2017 | Піт            | Синтія | Театр Iseman, Єль           |
| 2019 | Дванадцята ніч | Віола  | Єльський репертуарний театр |